# Грос Боден
Грос Боден (њем. Groß Boden) општина је у њемачкој савезној држави Шлезвиг-Холштајн. Једно је од 131 општинског средишта округа Херцогтум Лауенбург. Према процјени из 2010. у општини је живјело 215 становника. Посједује регионалну шифру (AGS) 1053039.

## Географски и демографски подаци
Грос Боден се налази у савезној држави Шлезвиг-Холштајн у округу Херцогтум Лауенбург. Општина се налази на надморској висини од 43 метра. Површина општине износи 2,7 km². У самом мјесту је, према процјени из 2010. године, живјело 215 становника. Просјечна густина становништва износи 80 становника/km².